# Pseudanthias olivaceus
Pseudanthias olivaceus es una especie de peces de la familia Serranidae en el orden de los Perciformes.

## Morfología
• Los machos pueden llegar alcanzar los 8,8 cm de longitud total.

## Hábitat
Es un pez  de mar de clima tropical y asociado a los  arrecifes de coral que vive entre 1-34 m de profundidad.

## Distribución geográfica
Se encuentran en las Islas Cook, las Islas de la Sociedad (Polinesia Francesa), las Islas de la Línea (Kiribati) y Tuamotu .